# Odontocarya hastata
Odontocarya hastata är en tvåhjärtbladig växtart som beskrevs av Rupert Charles Barneby. Odontocarya hastata ingår i släktet Odontocarya och familjen Menispermaceae. Inga underarter finns listade i Catalogue of Life.